# Xiyuan, Jianning
Xiyuan är en socken i sydöstra Kina. Den ligger i Jianning härad i staden Sanming i provinsen Fujian, omkring 250 kilometer nordväst om provinshuvudstaden Fuzhou. Antalet invånare är 6 139. Befolkningen består av 2 976 kvinnor och 3 163 män. Barn under 15 år utgör 17,0 %, vuxna 15-64 år 71 %, och äldre över 65 år 11,0 %.